# 第29屆傳藝金曲獎
第29屆傳藝金曲獎由國立傳統藝術中心主辦。參賽作品限2017年以臺灣為首次發表地之作品。

## 播放平台
| 频道       | 所在地 | 播出日期      | 播出时间      | 备注     |
| ---------- | ------ | ------------- | ------------- | -------- |
| 年代MUCH台 | 臺灣   | 2018年8月11日 | 19:00 - 22:30 | 現場直播 |

## 報名資格與統計
該屆自2018年1月1日至3月1日受理報名，凡於2017年首次發行的傳統暨藝術音樂專輯以及正式的戲曲公開展演均可參賽；特別獎推薦時間至2018年5月15日止。

### 評審團
總召集人：樊慰慈
戲曲表演類：鍾明德

## 入圍暨得獎名單
| 以表示得獎者 |

## 外部連結
- 傳藝音樂類金曲獎的Facebook專頁